# Bye Bye Birdie
Pour les articles homonymes, voir Bye Bye Birdie (homonymie).
Bye Bye Birdie est une comédie musicale en deux actes de Michael Stewart (en), lyrics de Lee Adams (en) et musique de Charles Strouse, créée en 1960.
Satire de la société américaine, elle est inspirée de l'émoi des fans d'Elvis Presley ayant accompagné son départ au service militaire en 1957. Le nom du personnage principal, Conrad Birdie, est une référence humoristique à Conway Twitty, chanteur de country des années 1950 et rival de Presley.
La production originale de Broadway a remporté quatre Tony Awards . Elle a été reprise notamment à Londres, avant d'être adaptée au cinéma en 1963 puis à la télévision en 1995.
Une suite lui a été donnée en 1981, Bring Back Birdie (en), des mêmes auteurs.

## Fiche technique
- Titre original : Bye Bye Birdie
- Livret : Michael Stewart (en)
- Lyrics : Lee Adams (en)
- Musique : Charles Strouse
  - Direction musicale : Elliot Lawrence
  - Arrangements et orchestrations : Robert Ginzler,  John Morris, Elliot Lawrence
- Mise en scène : Gower Champion
- Chorégraphie : Gower Champion
- Décors : Robert Randolph
- Costumes : Miles White
- Coiffures : Ernest Adler
- Lumières : Peggy Clark
- Production : Edward Padula, L. Slade Brown
- Pays d’origine :  États-Unis
- Langue originale : anglais
- Date de première représentation : 14 avril 1960 au Martin Beck Theatre (jusqu'au 22/10/1960) puis 54th Street Theatre (24/10/1960-7/10/1961) et Shubert Theatre (16/01/1961-7/10/1961)
- Date de dernière représentation : 7 octobre 1961
- Nombre de représentations consécutives : 607

## Distribution de la création
- Chita Rivera : Rose Grant
- Dick Van Dyke : Albert Peterson
- Kay Medford : Mae Peterson
- Dick Gautier : Conrad Birdie
- Susan Watson : Kim MacAfee
- Paul Lynde : Mr. MacAfee
- Marijane Maricle : Mrs. MacAfee
- Johnny Borden : Randolph MacAfee
- Michael J. Pollard : Hugo Peabody
- Jessica Albright : Deborah Sue / Teen Trio
- Vicki Belmonte : Martha Louise / Teen Trio
- Louise Quick : Margie Ann / Teen Trio
- George Blackwell : Charles F. Maude / un voisin
- Lynn Bowin : Suzie / une cheerleader
- Jerry Dodge : Karl
- Barbara Doherty : Ursula Merkle
- Lada Edmund : Penelope Ann
- Tracy Everitt : Freddie
- Penny Ann Green : Carol
- Gary Howe : Peyton
- Will Jordan : la voix d'Ed Sullivan
- Judy Keirn : Linda / une cheerleader
- Allen Knowles : le maire / un frère maçon
- Amelia Haas : la femme du maire / une voisine
- Ed Kresley : Henry
- Sharon Lerit : Alice / la fille triste
- Marissa Mason : Nancy
- Charles Nelson Reilly : Mr. Henkel
- Norma Richardson : Gloria Rasputin
- Bob Spencer : Arthur
- Dean Stolber : Harvey
- Michael Vita : Harold
- Karin Wolfe : Helen / l'autre fille triste
- Pat McEnnis : Mrs. Merkle
- Kenny Burrell : le guitariste
- Dori Davis : la vielle femme
- Kasimir Kokich : le chef d'orchestre / un frère maçon
- Tony Mordente : le metteur en scène de la télévision
- Ed Becker : un voisin
- John Coyle : un journaliste / un frère maçon
- Dick Crowley : un frère maçon
- Don Farnworth : un journaliste / un frère maçon
- Bud Fleming : un frère maçon
- Lee Howard : un journaliste / un voisin
- Jeannine Masterson : une voisine
- Oran Osburn : un voisin
- Jim Sisco : un journaliste / un frère maçon

## Numéros musicaux
Acte I
- An English Teacher - Rose Grant et Albert Peterson
- The Telephone Hour - Sweet Apple Kids
- How Lovely to Be a Woman - Kim MacAfee
- We Love You, Conrad! - Teen Trio
- Put on a Happy Face - Albert Peterson et deux filles tristes
- Normal American Boy - Rose Grant, Albert Peterson et chœur
- One Boy - Kim MacAfee, Deborah Sue, Suzie et Alice
- One Boy (Reprise) - Rose Grant
- Honestly Sincere - Conrad Birdie et les habitants
- Hymn for a Sunday Evening - Mr. MacAfee, Mrs. MacAfee, Kim MacAfee, Randolph MacAfee et les voisins
- Ballet: How to Kill a Man - Rose Grant, Albert Peterson et la troupe
- One Last Kiss - Conrad Birdie et la troupe

Acte II
- What Did I Ever See in Him? - Rose Grant et Kim MacAfee
- A Lot of Livin' to Do - Conrad Birdie, Kim MacAfee et les Teenagers
- Kids - Mr. MacAfee et Mrs. MacAfee
- Baby, Talk to Me - Albert Peterson et quatuor
- Shriners' Ballet - Rose Grant et Shriners
- Kids (Reprise) - Mr. MacAfee, Mrs. MacAfee, Randolph MacAfee et les habitants
- Spanish Rose - Rose Grant
- Rosie - Albert Peterson et Rose Grant

## Historique
Le producteur Edward Padula a l'idée d'une comédie musicale intitulée Let's Go Steady qu'il décrit comme une « joyeuse comédie musicale pour adolescents avec une différence ». Il recrute deux scénaristes, ainsi que Charles Strouse et Lee Adams pour écrire les chansons. Gower Champion est engagé comme metteur en scène et chorégraphe, après le refus de Fred Astaire et Morton DaCosta. N'aimant pas le livret, Champion fait appel au dramaturge Michael Stewart (en). Après une première version intitulée Love and Kisses, racontant l'histoire d'un couple qui veut divorcer jusqu'à ce que leurs enfants les convainquent de rester ensemble (sujet repris en 1961 par les studios Disney pour le film La Fiancée de papa), Stewart trouve finalement l'inspiration dans un article de journal : en septembre 1957, le chanteur Elvis Presley est contraint de partir faire ses 18 mois de service militaire en Allemagne. L'événement provoque un battage médiatique, surtout lorsqu'un concours est organisé pour choisir une représentante du Women's Army Corps autorisée à donner à l'idole des jeunes un baiser d'adieu.

## Distinctions

### Récompenses
- Tony Awards 1961 :
  - Meilleure comédie musicale
  - Meilleur second rôle masculin dans une comédie musicale pour Dick Van Dyke
  - Meilleure mise en scène d'une comédie musicale pour Gower Champion
  - Meilleure chorégraphie pour Gower Champion

### Nominations
- Tony Awards 1961 :
  - Meilleur second rôle masculin dans une comédie musicale pour Dick Gautier
  - Meilleure second rôle féminin dans une comédie musicale pour Chita Rivera
  - Meilleurs décors d'une comédie musicale pour Robert Randolph
  - Meilleure direction musicale pour Elliot Lawrence

## Autour de l’œuvre
- Bien qu'ayant créé les deux rôles à Broadway, Chita Rivera est écartée de l'adaptation filmée au profit de Janet Leigh, tout comme elle l'a été du rôle d'Anita dans celle de West Side Story au profit de Rita Moreno.